# Buda (gmina Alexandru Vlahuță)
Buda – wieś w Rumunii, w okręgu Vaslui, w gminie Alexandru Vlahuță. W 2011 roku liczyła 304 mieszkańców.